# Polvo à lagareiro

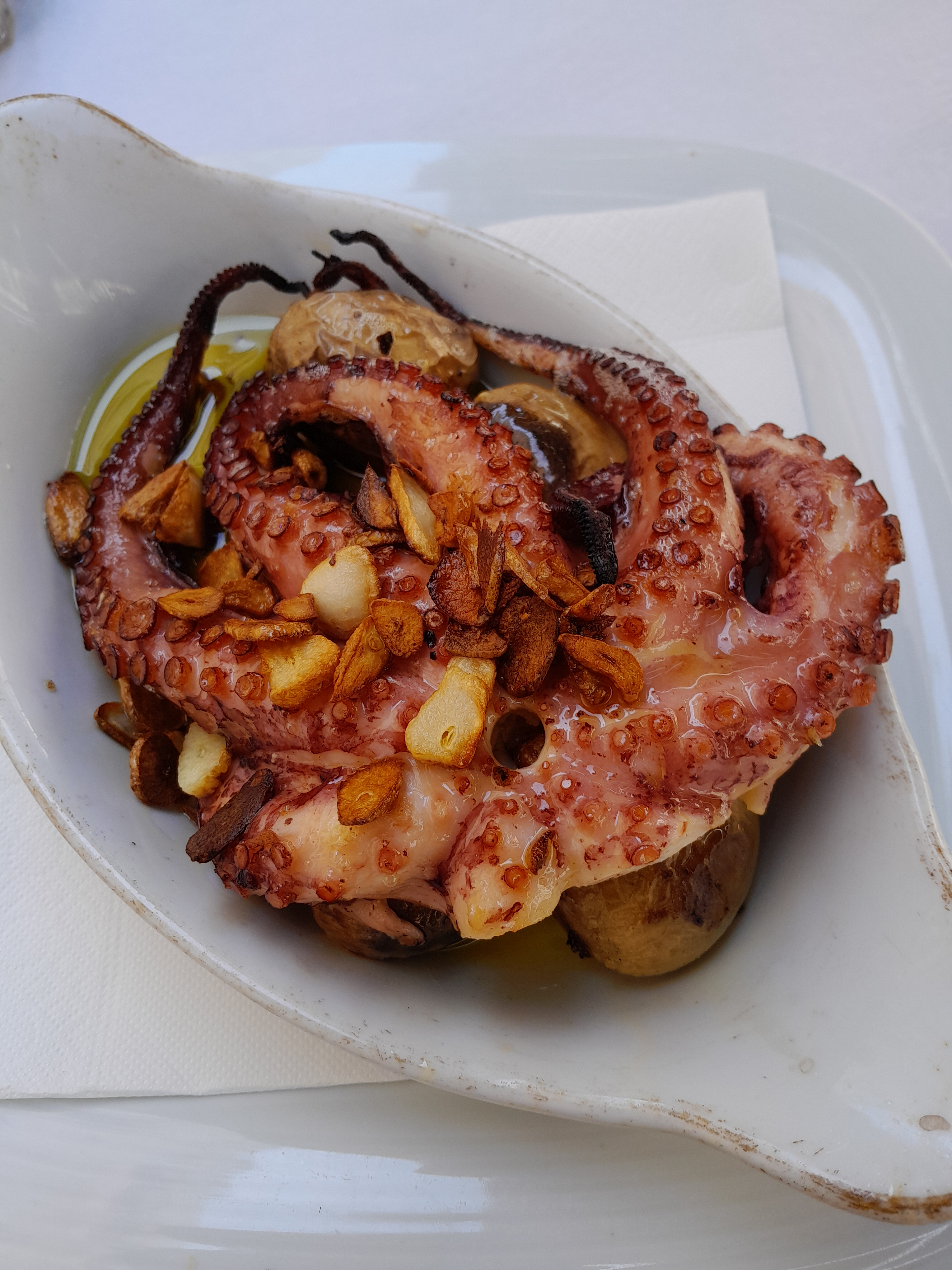
Polvo à lagareiro com batatas a murro com azeite e alhos

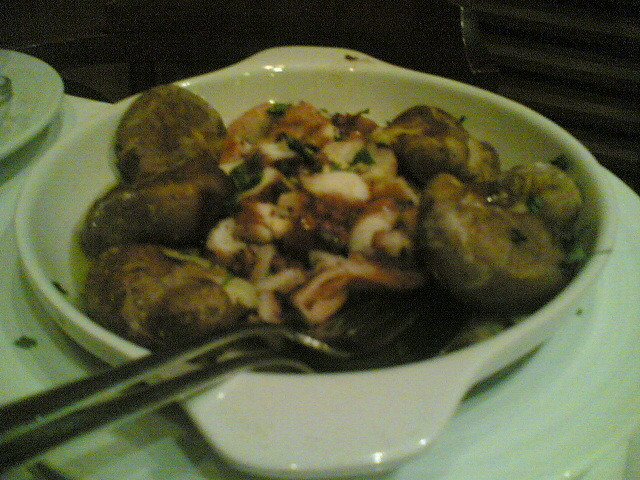
Polvo à lagareiro

O polvo à lagareiro é um prato culinário típico de Portugal. Como o nome indica, é confeccionado com polvo. Este é cozido e, em seguida, ligeiramente grelhado ou assado no forno. É servido regado com azeite quente, junto do qual deverão ter sido alourados alhos e pequenos pedaços de cebola para lhe dar mais sabor. Como acompanhamento, são utilizadas batatas a murro.
A expressão lagareiro designa um indivíduo que trabalha num lagar, na produção de azeite. É utilizada neste contexto devido à quantidade abundante de azeite que é usada para regar o polvo.

## Receita
Ingredientes:
- 1,2 a 1,5 kg. de polvo
- 2 dl de azeite
- 6 dentes de alho
- 1 Kg. de batatas não muito grandes com casca
- 2 cebolas
- 1 raminho de coentros
- azeitonas

Confecção:
O polvo, depois de cozido e escorrido (de preferência, coza-o numa panela de pressão com uma cebola inteira, sal, grãos de pimenta e 1 folha de louro, durante meia hora, sem adicionar água), vai à grelha para grelhar, com um pouco de sal. Depois de grelhado, é regado com azeite fervido, alhos cortados às rodelas, coentros picados, cebolas cortadas às rodelas finas e azeitonas, acompanhando com batatas a murro. As batatas são lavadas e colocadas num tabuleiro, onde devem ser salpicadas com bastante sal grosso. Vão ao forno quente cerca de 45 minutos. 
Depois de assadas, o sal deve ser limpo e deve ser-lhes dado um murro ao de leve.